# Hol jártál az éjjel, cinegemadár
A Hol jártál az éjjel, cinegemadár egy lírai magyar népdal. Eredetileg valószínűleg egy népballada része volt.
Feldolgozás:
| Szerző          | Mire                       | Mű                                  | Előadás |
| --------------- | -------------------------- | ----------------------------------- | ------- |
| Máriássy István | zongora vagy ének és gitár | Elindultam szép hazámból, 23. kotta |         |

## Kotta és dallam
| Hol jártál az éjjel, cinegemadár? Ablakidnál jártam, drága violám. Mért nem jöttél beljebb, cinegemadár? Féltem az uradtól, hogyha rám talál.      | Nincs itthon az uram, cinegemadár, Laskai erdőben hidakat csinál. Jó lovai vannak, hamar hazaér, Jaj lesz nekünk, rózsám, hogyha nálam ér?   |   |
| Hol jártál az éjjel, cinegemadár? A kapudnál háltam, szívem-asszonykám. Mért nem jöttél beljebb, cinegemadár? Féltem az uradtól, hogyha rám talál. | Nincs itthon az uram, cinegemadár, Folyópatakra jár, új hidat csinál. Rossz lovai vannak, nem ér ma haza, Mulathatunk rózsám, egész éjszaka. | ① |

## Felvételek
- Hol jártál az éjjel. Csóka Anita  YouTube (2015. március 19.)  (Hozzáférés: 2017. július 10.) (audió)
- Hol jártál az éjjel. Pajzán tündérek, Waszlavik, Konda  YouTube (2017. március 31.)  (Hozzáférés: 2017. július 10.) (audió)
- Hol jártál az éjjel. Maraszt Népzenei Együttes  YouTube (2011. július 1.)  (Hozzáférés: 2017. július 10.) (audió)
- „Hol jártál az éjjel cinegemadár” (ugrós) - Szentlászló (tambura)

## Kapcsolódó lapok
- Én édes, szép pintes üvegem (hasonló dallam)